# سرطان أزرق

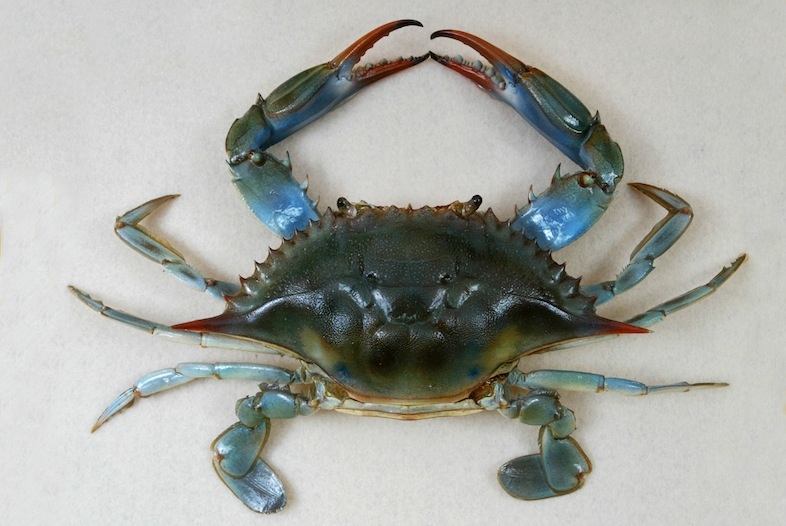

Callinectes sapidus (من الإغريقية: Calli = «جميل», nectes = «سباح», ومن اللاتينية: sapidus = «لذيذ»: بمعنى السباح الجميل اللذيذ) والمعروف بالسرطان الأزرق أو السرطان الأطلسي الأزرق هو فصيلة من السرطانات التي تتوطن مياه المحيط الأطلسي الغربية. يعتبر لحم هذا السرطان لذيذ ويستخدم كثيرا في المطبخ الأمريكي، خصوصا في ولايات الساحل الشرقي للولايات المتحدة.